# دنیس فرانز
 دنیس فرانز (انگلیسی: Dennis Franz؛ زادهٔ ۲۸ اکتبر ۱۹۴۴) یک هنرپیشه اهل ایالات متحده آمریکا است. وی بین سال‌های ۱۹۷۸ تا ۲۰۰۵ میلادی فعالیت می‌کرد.
از فیلم‌ها یا برنامه‌های تلویزیونی که وی در آن نقش داشته است می‌توان به جان سخت ۲، شهر فرشته‌ها، آماده برای کشتن ، منفجر شدن، بوفالوی آمریکایی، روانی ۲ اشاره کرد.